# Boțești (okręg Ardżesz)
Boțești – wieś w Rumunii, w okręgu Ardżesz, w gminie Boțești. W 2011 roku liczyła 885 mieszkańców.